# Israel Chemicals
Israel Chemicals Ltd. (kurz ICL, hebräisch כִימִיקָלִים לְיִשְׂרָאֵל בָּעָ״מ Chīmīqalīm ləJisraʾel BʿA"M, deutsch ‚Chemikalien für Israel GmbH‘) ist ein internationales Chemieunternehmen und Hersteller von Düngemitteln, anorganischen Phosphorchemikalien, Flammschutzmitteln, Weichmachern, Hydraulikflüssigkeiten sowie technischer Salzsäure und Lebensmittelzusätzen. Es war bis zur Privatisierung 1992 in Staatsbesitz. Auf Israel Chemicals entfallen 35 % der weltweiten Bromproduktion und 11 % der Kalisalzproduktion. Bei Brom und reiner Phosphorsäure ist Israel Chemicals Weltmarktführer. Auch bei Kaliumdihydrogenphosphat (MKP) steht ICL weltweit an erster, bei Kalisalz an sechster Stelle. Die Brom-, Kali- und Magnesiumsalze werden unter anderem am Toten Meer und in der Wüste Negev abgebaut.
Der Konzern ist in die Divisionen Essential Minerals und Specialty Solutions aufgegliedert. Zur Division Essential Minerals gehören die Geschäftsbereiche ICL Potash & Magnesium, ICL Phosphate und ICL Specialty Fertilizers. Die Division Specialty Solutions beinhaltet die Geschäftsbereiche ICL Industrial Products, ICL Advanced Additives und ICL Food Specialties.
Das Unternehmen hat seinen Hauptsitz in Tel Aviv und erwirtschaftete 2015 mit rund 13.000 Mitarbeitern einen Umsatz von etwa 5,4 Milliarden US-Dollar.
2012 bot das Potash Corporation of Saskatchewan 16 Mrd. US-Dollar für eine Übernahme von ICL. Sowohl Management wie auch Mehrheitseigentümer waren für den Verkauf, doch machte der Staat Israel von seinem Vetorecht gebrauch.

## Mehrheitseigentümer Idan Ofer
Der Milliardär Idan Ofer, reichster Mann Israels und einer der 500 reichsten Männer der Welt, kontrolliert über direkt gehaltene Anteile und das Investment Vehicle Israel Corporation die Mehrheit von ICL.

## Logo
Der grafische Teil des Logos baut aus den stilisierten Buchstaben "icl" ein Reaktionsgefäß auf, das an einen Erlenmeyerkolben erinnert.

## BK Giulini GmbH
Seit 1977 gehört die 1823 von Paul Franz Giulini gegründete und später von  Georg Giulini geleitete Giulini-Chemie zur ICL-Gruppe. 1996 wurde die als Benckiser Knapsack (BK) gegründete BK Ladenburg von Hoechst übernommen. 1997 fusionieren Giulini Chemie und BK Ladenburg und werden zur BK Giulini GmbH. Die BK Giulini GmbH ist Teil von ICL Advanced Additives.
2015 trennte sich ICL von mehreren Geschäftsbereichen der BK Giulini GmbH. Der Geschäftszweig Wasserchemie wurde für Euro 250 Millionen an den japanischen Kurita-Konzern verkauft. Die Transaktion betrifft international 460 Mitarbeiter, davon rund 250 in Ludwigshafen und 35 in Düsseldorf. Daneben sind weitere Standorte in Europa und China betroffen. Ebenfalls veräußert wurde die Geschäftssparte Rhenoflex, das Geschäft mit Schuhkappen und Schuhfersen. Rhenoflex wurde an die Beteiligungsgesellschaft Findos veräußert. Die Unternehmensgruppe Anti-Germ, einschließlich der irischen Medentech, wurden an die Beteiligungsgesellschaft Paragon Partners veräußert.

## ICL-IP Terneuzen B.V.
ICL-IP Terneuzen, ein Teil des Geschäftsbereichs ICL Industrial Products, gehört die 1970 gegründete vormalige Broomchemie aus dem niederländischen Terneuzen. Sie produziert diverse Organobromverbindungen.
Darunter die Flammschutzmittel:
- Decabromdiphenylether (Handelsname FR 1210)
- Hexabromcyclododecan (FR 1206)
- Tetrabrombisphenol A (FR 1524)